# 佐藤寛 (作曲家)
佐藤 寛（さとう ひろし）は、日本の作曲家、編曲家。別名義：山中 涼平。岐阜県美濃市出身。弟は野口五郎。義妹は三井ゆり。

## 楽曲提供作品
- 欧陽菲菲
  - 「涙のディスコナイト」（作曲）

- 大橋恵里子
  - 「女っぽいでしょう」（作曲）
  - 「大人の気分」（作詞・作曲）
  - 「涙と一緒に」（作曲）
  - 「ふたりのステディ・リング」（作曲）

- 神田広美
  - 「いつのまにか雨」（作曲）
  - 「虹のある風景」（作曲）

- 北原昭夫
  - 「恋人宣言」（作曲）
  - 「なみだ同志」（作曲）

- キララとウララ
  - 「パックンたまご!〜空からたまごが降ってきた〜」（コーラスアレンジ）

- 長山洋子
  - 「ごめん」（作曲）

- 野口五郎
  - 「愛ふたたび」（作曲）
  - 「私鉄沿線」（作曲）
  - 「美しい愛のかけら」（作曲）
  - 「女友達」（作曲）
  - 「むさし野詩人」（作曲）
  - 「泣き上手」（作曲）
  - 「避暑地より」（作曲）
  - 「パラダイス」（作曲）
  - 「青春の一冊」（作曲）
  - 「愛の証明」（作曲）
  - 「CHARGE & GET IN」（作曲）
  - 「愁雷」（作曲・編曲） ※山中涼平名義
  - 「ダイヤル177」（作曲・編曲） ※山中涼平名義
  - 「ある再会」（作曲・編曲） ※山中涼平名義
  - 「愛を全てに変えて」（編曲） ※山中涼平名義
  - 「ジャズ」（作曲） ※山中涼平名義
  - 「涙のチケット」（編曲）
  - 「スマイルアゲイン」（編曲）
  - 「想い出のメリークリスマス」（作曲・編曲）
  - 「さよならは、誰のため」（作曲）
  - 「また、めぐり逢うために」（編曲）

- 三橋美智也
  - 「噂のディスコボーイ/ディスコ天国」（作曲・編曲）

| スタブアイコン | サブスタブ | この項目は、まだ閲覧者の調べものの参照としては役立たない、音楽関係者（バンド等）に関連した書きかけの項目です。この項目を加筆・訂正などしてくださる協力者を求めています（P:音楽/PJ:芸能人）。 |